# Ulrich Kaas

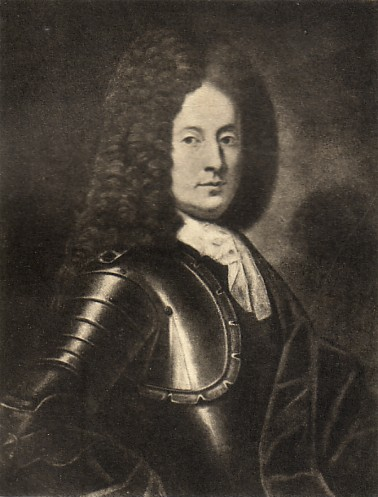
Ulrich Kaas

Ulrich Kaas dänisch Ulrik Kaas (* 4. Oktober 1677 in Hastrup bei Vejle; † 28. Dezember 1746 in Sandvigsgaard bei Hillerød) war ein dänischer Admiral und Stiftsamtmann zu Bergen.

## Leben
Er entstammte dem dänischen Uradelsgeschlecht der Mur-Kaas. Seine Eltern waren der Amtmann Jørgen Grubbe Kaas (1643–1711) und Birgitte Sophie Sehested (1643–1721). Sein Großvater war der Oberst Jørgen Kaas († 1658).
1690 trat er als Kadett in die königliche Marine ein. 1697 avancierte er zum Leutnant, 1700 zum Kapitänleutnant und 1708 zum Kapitän. 1710 warb er für die Marine niederländische Rekruten an und nahm anschließend als Kommandant des Kriegsschiffes Prinz Carl an der Seeschlacht in der Køgebucht teil. 1715 kommandierte er ein Geschwader, das die Seeblockade Stralsunds zum Ziel hatte. 1718 wurde er zum Vizeadmiral befördert. Seit 1719 diente er als Rekrutierungsleiter in Jütland. 1724 wurde sein Quartier, das Zollhaus in Skagen, durch einen Blitzeinschlag zerstört, Kaas und seine Dienerschaft jedoch gerettet.
Nach 1732 trat er im Rang eines Admirals zurück und nahm darauf die Stelle des Stiftamtmannes und Diözesanschreibers in Bergen an. Sein Vorgänger war Wilhelm August von der Osten, sein Nachfolger wurde Christian von der Moinichen. 1737 zog er sich auf seinen Gutshof Sandvigsgaard zurück. Seinen Gutshof in Ølufgaard brachte er auf Grund finanzieller Schwierigkeiten 1741 zur Versteigerung. In seinen letzten Lebensjahren litt er zunehmend an gesundheitlichen Problemen. Er starb 1746 im Alter von 69 Jahren und wurde in der Nørre-Herlev-Kirche in Hillerød bestattet.

## Familie
Ulrich Kaas war in erster Ehe seit 1715 mit Karen Sophie Rubring († 1724) und in zweiter Ehe seit 1726 mit Mette Matthisen (1694–1770) verheiratet. Seine Söhne waren die Admiräle und Kammerherren Frederik Christian Kaas (1727–1804) und Ulrich Christian Kaas (1729–1808).